# أمينة رزق
أمينة رزق (15 أبريل 1910  - 24 أغسطس 2003) ممثلة مصرية، تعتبر ثاني أطول مسيرة فنية في تاريخ السينما العربية، حيث كانت بدايتها الاحترافية من خلال فيلم سعاد الغجرية سنة 1928م، وتجاوزت سنوات عملها السينمائي والتلفزيوني 75 عامًا.

## حياتها

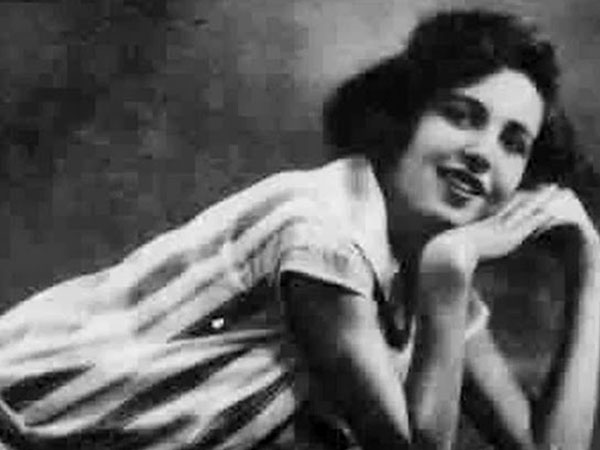
أمينة في شبابها

ولدت في مدينة طنطا، وبدأت دراستها في «مدرسة ضياء الشرق» عام 1916 ثم انتقلت مع والدتها للعيش في القاهرة مع خالتها الفنانة أمينة محمد إثر وفاة والدها وكان عمرها ثماني سنوات.

### مسيرتها الفنية
ظهرت لأول مرة على خشبة المسرح عام 1922 حيث قامت بالغناء إلى جوار خالتها في إحدى مسرحيات فرقة علي الكسار في مسارح روض الفرج وانتقلت للعمل مع فرقة رمسيس المسرحية التي أسسها عميد المسرح العربي يوسف وهبي عام 1924 حيث ظهرت في مسرحية «راسبوتين». وشاركت بالتمثيل في أغلب مسرحيات وهبي، الذي ارتبطت به أستاذا وفنانا، ولم تتزوجه رغم حبها الشديد له وكان هذا الانتقال وراء شهرة أمينة رزق التي أصبحت إحدى الشخصيات الأساسية في المسرحيات التي قدمتها الفرقة وكذلك في الأفلام التي أنتجها يوسف بك وهبي. ومن أبرز مسرحياتها التي قدمتها في السبعينات «السنيورة» والمسرحية الكوميدية «أنها حقا لعائلة محترمة جدا» بالاشتراك مع فؤاد المهندس وشويكار وكان آخر ما قدمته على خشبة المسرح قبل شهور مسرحية توفيق الحكيم «يا طالع الشجرة» إلى جانب الفنان أحمد فؤاد سليم. في مجال السينما بزغ نجمها كممثلة قديرة تهز لم تتزوج أمينة رزق أبدًا، وكانت تحظى باحترام العاملين في المجال الفني الذين رأوا فيها مثالا للاحتواء والانضباط، وكانوا ينادونها ب«ماما أمينة» عُيّنت أمينة رزق عضوا بمجلس الشورى المصري في مايو 1991، كما حصلت على وسام الاستحقاق من الدرجة الأولى من الرئيس الراحل جمال عبد الناصر.

### وفاتها

اشتهرت أمينة رزق بتقديم أدوار الأم المصرية

توفيت في 24 أغسطس 2003، إثر إصابتها بهبوط حاد في الدورة الدموية وذلك بعد صراع استمر شهرين مع المرض.

## أعمالها
تعدت أعمالها ال280 عمل فني، حيث لها حوالي 130 فيلم خلال 7 عقود أولها فيلم سعاد الغجرية عام 1928 وآخرها الكلام في الممنوع عام 2000، ولها ما يقارب 120 عمل تلفزيوني آخرها أدهم وزينات وثلاث بنات، وعدة أعمال مسرحية.

## روابط خارجية
- أمينة رزق على موقع IMDb (الإنجليزية)
- أمينة رزق على موقع الدهليز
- أمينة رزق على موقع قاعدة بيانات الأفلام العربية
- أمينة رزق على موقع ديسكوغز (الإنجليزية)
- أمينة رزق على موقع قاعدة بيانات الفيلم (الإنجليزية)